# Autonation
Autonation, Inc., stiliserat som AutoNation, Inc., är en amerikansk återförsäljningskedja som säljer nya- och begagnade fordon till slutkunder. Företaget äger och driver, per 31 december 2018, 239 återförsäljare i 16 amerikanska delstater.
Deras återförsäljare säljer följande bilmärken: Acura, Alfa Romeo, Audi, Bentley, BMW, Buick, Cadillac, Chevrolet, Chrysler, Dodge, Fiat, Ford, GMC, Honda, Hyundai, Infiniti, Jaguar, Jeep, Land Rover, Lexus, Lincoln, Maserati, Mazda, Mercedes-Benz, Mini, Mitsubishi, Nissan, Porsche, Ram Trucks, Subaru, Toyota, Volkswagen och Volvo. De erbjuder även sina kunder reparationstjänster och försäkringar. För år 2018 sålde Autonation totalt 630 729 fordon, 329 116 nya, 234 148 begagnade samt 67 465 övriga och därav är de den största återförsäljningskedjan i USA.
Företaget grundades 1995 av entreprenören Wayne Huizenga och dennes företag Republic Industries. 1998 knoppade Republic Industries av sin återvinningverksamhet och gjorde det till ett eget bolag, samtidigt beslutade man att bli fusionerad med Autonation i syfte att vara en renodlat försäljare av fordon.
För 2018 hade man en omsättning på omkring $21,4 miljarder och en personalstyrka på omkring 26 000 anställda. De har sitt huvudkontor i Fort Lauderdale i Florida.